# Bartki, Ostródzki
Bartki [ˈbartki] (tiếng Đức: Bardtken) là một khu định cư ở khu hành chính của Gmina Dąbrówno, thuộc huyện Ostródzki, Warmińsko-Mazurskie, ở miền bắc Ba Lan.